# 2023年7月至8月莫斯科無人機襲擊
莫斯科時間2023年7月24日至2023年8月1日，烏克蘭持續遭受入侵期間，俄羅斯首都莫斯科繼2023年5月遭受無人機襲擊之後又受到新一波的無人機襲擊。俄羅斯將此襲擊歸咎於烏克蘭所為。

## 背景
自2023年伊始，莫斯科發生多宗針對俄羅斯政府部門建築物的無人機襲擊事件。據《路透社》報導，儘管襲擊未造成重大損害，但這讓俄羅斯當局感到難堪不安，因為他們告訴公眾，俄羅斯完全控制所謂「特別軍事行動」的局勢。
俄羅斯多次宣稱所有襲擊事件由烏克蘭發動，烏克蘭總統弗拉基米爾·澤連斯基表示，戰爭「正在逐漸回歸俄羅斯領土的象徵中心」。
在襲擊發生之前，俄羅斯的導彈嚴重破壞了烏克蘭南部港口城市敖德薩一座歷史悠久的東正教大教堂主顯聖容主教座堂，引發公憤，並促使澤連斯基發誓要進行報復。
無人機襲擊地點包括俄羅斯國防部大樓及位於莫斯科距離克里姆林宮數公里的莫斯科國際商業中心，其兩座塔樓是多個政府部門的辦公地點。

## 襲擊
俄羅斯當局稱，2023年7月24日凌晨，2架無人機襲擊俄羅斯首都2座非住宅建築，其中包括接近俄羅斯國防部總部的建築物及莫斯科利哈切瓦大道上的一棟正在興建中的高層商業中心。俄羅斯國防部聲稱，2架無人機「遭到電子戰手段壓制並墜毀」。而克里姆林宮發言人德米特里·佩斯科夫表示，俄羅斯的防空系統已經成功發揮作用。
但《CNN》查證在社交媒體上相關事件的影片，證實俄羅斯國防部大樓在襲擊中遭到破壞，其中一棟受損建築物內設有國防部的軍事管弦樂隊，但未能證明破壞是否由無人機造成。烏克蘭國防情報局的官員對此次行動負責，烏克蘭數字化轉型部長米哈伊洛·費多羅夫也承認是烏克蘭發動襲擊，並表示他負責監督烏克蘭的「無人機大軍」採購計劃，聲言未來還會有更多的襲擊。
2023年7月28日晚，另一架無人機試圖襲擊莫斯科，但被擊落，沒有造成破壞或人員傷亡。 
2023年7月30日，俄羅斯國防部宣稱攔截了3架無人機，其中1架在凌晨3時20分遭到電子戰系統壓制，失控後墜落造成破壞。凌晨4時10分，莫斯科國際商業中心遭到無人機襲擊。在襲擊期間，莫斯科和莫斯科州上空禁止飛航，伏努科沃機場的運作也被中斷。《塔斯社》報導指其兩座塔樓的5樓和6樓受損，1名保安受傷。該塔樓設有俄羅斯經濟發展部、工業和貿易部、數字發展部、旅遊署、標準和性能測試署以及國家財產署的辦公室。據目擊者稱，在無人機襲擊後，街上飛散了一些文件，據推測這些文件屬於數字發展部。
俄羅斯總統新聞秘書佩斯科夫在當日上午11時表示已知悉此事。而俄羅斯總統弗拉基米爾·普京當日在聖彼得堡參加海軍日活動，並與非洲國家領導人一起乘船遊覽喀琅施塔得，沒有對襲擊事件作出任何表態。
2023年8月1日，《生意人報》報導稱，莫斯科國際商業中心再遭到烏克蘭海狸型無人機的襲擊，其機頭裝載了相當於1.9公斤TNT的炸藥，重創位於21樓的經濟發展部辦公樓，該樓層四分之一的辦公空間嚴重受損，總面積達500平方米的玻璃外牆震碎。俄羅斯總統新聞秘書佩斯科夫在襲擊後表示他沒有什麼可補充的。而《路透社》報導，俄羅斯科技巨頭Yandex在發生連續兩宗對莫斯科國際商業中心的無人機襲擊後，要求員工不要在夜間繼續工作。